# Pitkäjärvi (sjö i Finland, Södra Savolax, lat 61,33, long 26,85)
Pitkäjärvi är en sjö i Finland. Den ligger i kommunen Mäntyharju i landskapet Södra Savolax, i den södra delen av landet, 160 km nordost om huvudstaden Helsingfors. Pitkäjärvi ligger 98 meter över havet. I omgivningarna runt Pitkäjärvi växer i huvudsak blandskog. Arean är 46,2 hektar och strandlinjen är 8,49 kilometer lång. Sjön  ingår i Kymmene älvs huvudavrinningsområde. 